# Nikolaevo
Nikolaevo (in bulgaro Николаево?) è un comune bulgaro situato nella regione di Stara Zagora di 5 092 abitanti (dati 2009). La sede comunale è nella località omonima.

## Località
Il comune è formato dall'insieme delle seguenti località:
- Nikolaevo (sede comunale)
- Edrevo
- Elhovo
- Nova mahala